# 方廷克里克鎮區 (伊利諾伊州易洛魁縣)
方廷克里克鎮區（英語：Fountain Creek Township）是位於美國伊利諾伊州易洛魁縣的一個行政鎮區。

## 地方資料
根據2010年美國人口普查的數據，方廷克里克鎮區的面積為93.80平方千米，當中陸地面積為93.80平方千米，而水域面積為0.00平方千米。當地共有人口351人，而人口密度為每平方千米3.74人。